# Heinrich Strack (der Ältere)
Heinrich Strack der Ältere (* 20. Mai 1801 in Eutin; † 16. Juli 1880 ebenda) war ein deutscher Architekt und Hofbaumeister des Großherzogtums Oldenburg.

## Leben
Heinrich Strack wurde am 20. Mai 1801 in Eutin als Sohn des Hofmalers Ludwig Philipp Strack (1761–1836) und der Blumenmalerin Magdalena Margarethe Tischbein (1763–1836) geboren. Seine Mutter war die Tochter des in Lübeck tätigen Malers Johann Jacob Tischbein (1725–1791). Beide Eltern entstammten damit der bekannten Künstlerfamilie Tischbein aus Hessen. Seine ältere Schwester war die Blumenmalerin Helene Strack.
Der Vater hatte sich 1799 in der Residenzstadt Eutin niedergelassen. 1803 siedelte die Familie nach Oldenburg um. Heinrich Strack studierte er von 1818 bis 1821 an der Königlich Dänischen Kunstakademie in Kopenhagen Architektur. Dort war er Schüler von Christian Frederik Hansen und wurde 1821 im Rahmen eines Studienwettbewerbs mit der Großen Silber-Medaille der Akademie ausgezeichnet. Nach dem Studium wurde er auf Vermittlung seines Vaters in Oldenburg von Heinrich Carl Slevogt als Baukondukteur angestellt. 1828 errichtete er in seiner Heimatstadt Eutin das Kavaliershaus. 1833 hielt er sich in zu Studienzwecken in Italien auf. Offenbar war er in Oldenburg zunächst mit nachgeordneten Aufgaben betraut, da dort bis 1832 keine eigenständige Bautätigkeit Stracks nachzuweisen ist. Nach dem Tode Slevogts war er ab 1833 maßgeblich an der Umgestaltung Oldenburgs im Stil des Spätklassizismus beteiligt und wurde 1840 zum Bauinspektor ernannt. Seine Hauptwerke prägten das Stadtbild Oldenburgs.
Wegen der besonderen Wertschätzung durch Großherzog Paul Friedrich August fiel Stracks Bautätigkeit hauptsächlich in dessen Regierungszeit. Nach dessen Tod 1853 verlor Strack an Einfluss, bereits ab dem Ende der 1840er Jahre führte die stilistische Entwicklung in der Baukunst dazu, dass bedeutende Aufgaben eher an jüngere Architekten vergeben wurden. 1858 wurde Strack noch zum Baurat ernannt aber dann 1866 in den Ruhestand versetzt. Seinen Lebensabend verbrachte er in Eutin.

## Familie
Ab 1840 war Strack verheiratet mit Elisabeth Susanne Luise Tischbein (1812–1906), einer Tochter des Malers Johann Heinrich Wilhelm Tischbein („Goethe-Tischbein“, 1751–1829), des Bruders seiner Mutter. Aus der Ehe ging der Sohn Heinrich Strack (der Jüngere) (1841–1912) hervor, der ebenfalls als Architekt tätig wurde.

## Bauten in Oldenburg
- 1832 Torhäuschen im Schlossgarten, Gartenstraße 37
- 1833 Wohnhaus, Bremer Strasse
- 1833–1836 Pavillon im Schlossgarten
- 1834/35 Reithalle, 1924 abgebrannt
- 1836–1837 Infanteriekaserne, Pferdemarkt 12, heute Standesamt
- 1837–1838 Militärschule, Pferdemarkt
- 1838–1841 Peter Friedrich Ludwigs Hospital, Peterstr. 3
- 1839 Schlosswache und Kavaliershaus, Schloßplatz, Kavaliershaus nicht mehr vorhanden
- 1839/40 Wohnhäuser Casinoplatz 1 und 1a, Damm 41 und Damm 43
- 1840–1842 Civilcasino, Casinoplatz, 1959 abgerissen
- 1841 Umbauten am Kammergebäude
- 1846/47 Umbauten am Gebäude der Regierung

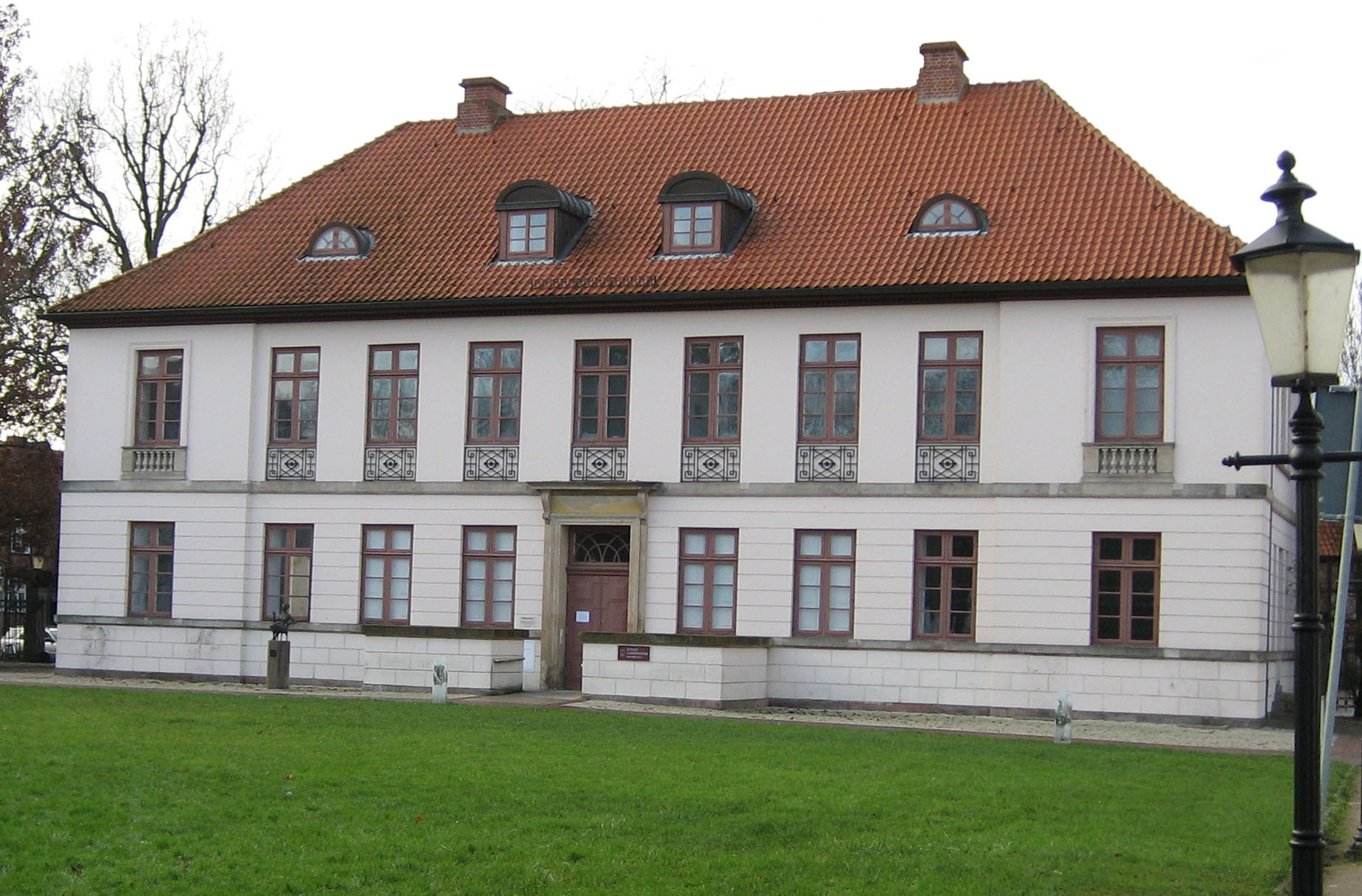
Kavalierhaus in Eutin
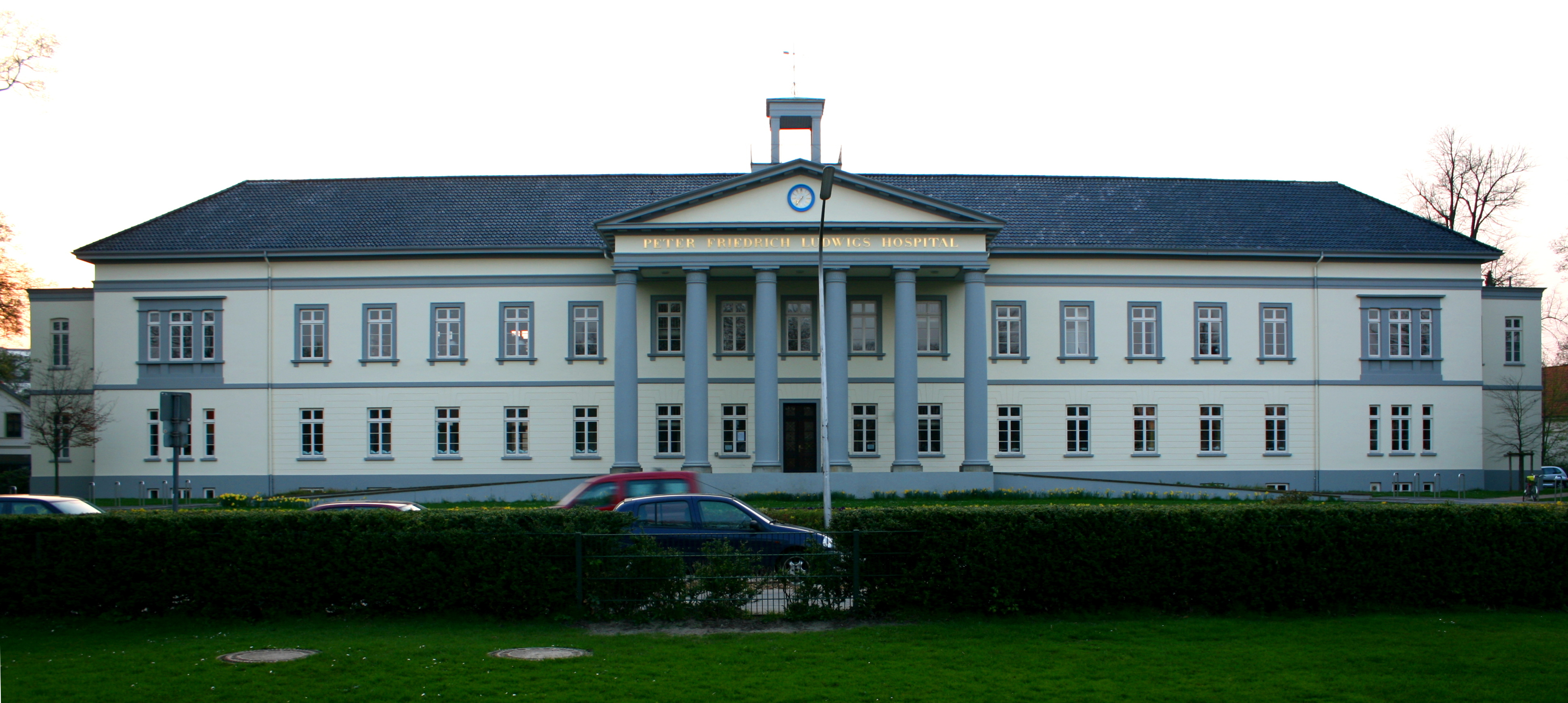
Peter Friedrich Ludwigs Hospital
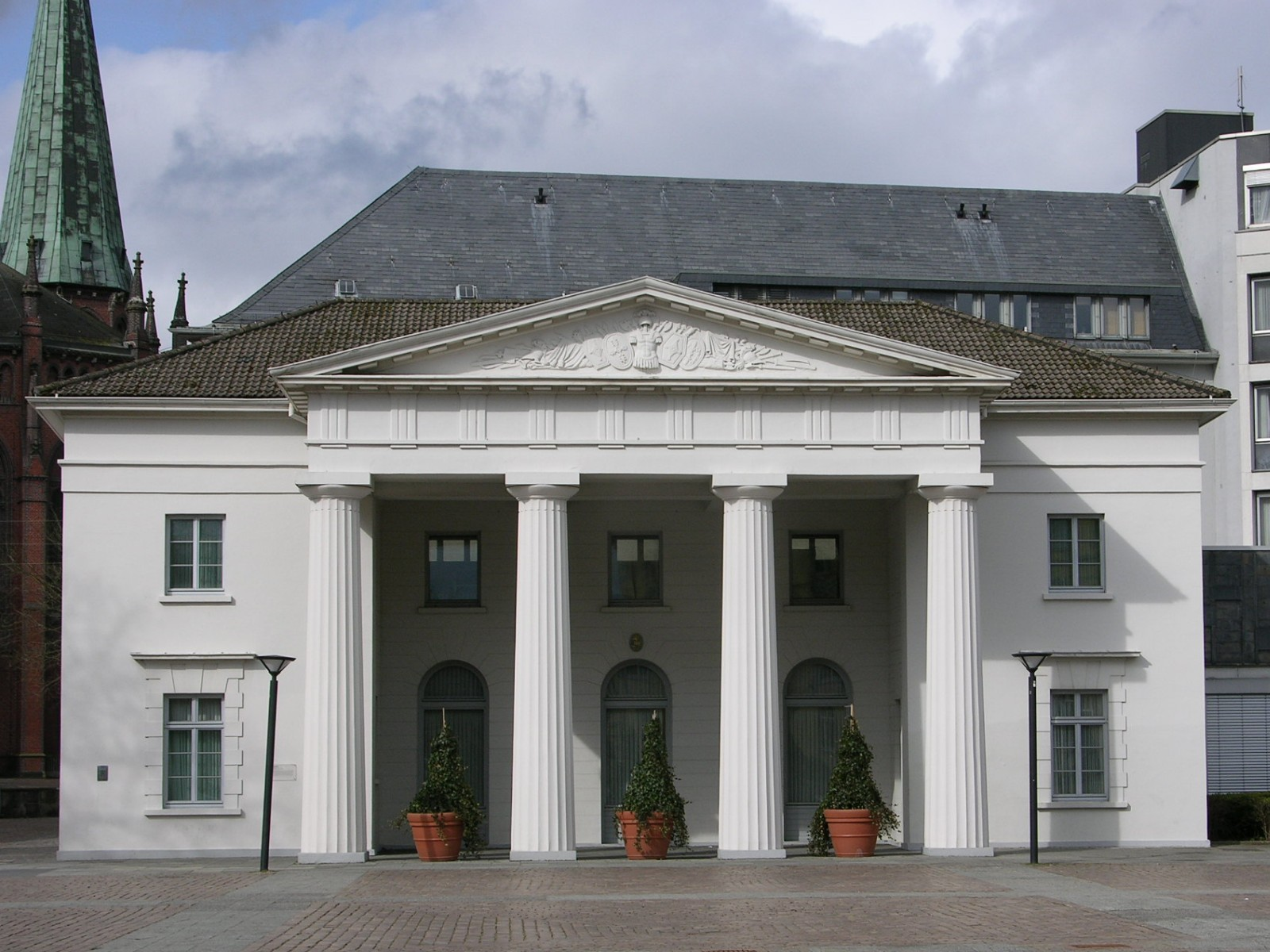
Schlosswache Oldenburg